# Смирнов, Алексей Пантелеевич
Алексе́й Пантеле́евич Смирно́в (1917—2005) — полковник Советской Армии, участник Великой Отечественной войны , Герой Советского Союза (1942).

## Биография
Родился на хуторе Быково Андреапольского района Калининской (ныне Тверской) области. С детства работал в местном колхозе. В 1935 году окончил среднюю школу, в этом же году поступил техникум механизации сельского хозяйства, затем по направлению отправлен в Оренбургскую военно-авиационную школу.
В РККА с 1936 года, а в 1940 году окончил Оренбургскую военно-авиационную школу. На фронтах Великой Отечественной войны с первых дней. Служил в 96-м гвардейском авиационном полку, выполнял сложные боевые задания. К 1942 году совершил 207 боевых вылетов, в июне с 1942 года — командир эскадрильи, в этом же году вступает в ВКП(б). К концу войны совершил 273 боевых вылета (83 вылета на разведку).
Указом Президиума Верховного Совета СССР «О присвоении звания Героя Советского Союза начальствующему и рядовому составу Красной Армии» от 5 ноября 1942 года за «образцовое выполнение боевых заданий командования на фронте борьбы с немецкими захватчиками и проявленные при этом отвагу и геройство» был удостоен звания Героя Советского Союза.
После Великой Отечественной войны окончил Военно-воздушную академию. В 1971 году вышел в запас звании полковника. Жил в городе Львов.
Умер 6 июля 2005 года. Похоронен во Львове на Сиховском кладбище.

## Награды и звания
Награды СССР:
- звание Герой Советского Союза (Указ Президиума Верховного Совета СССР от 5 ноября 1942 года):
  - орден Ленина,
  - медаль «Золотая Звезда» № 739;
- орден Красного Знамени (Указ Президиума Верховного Совета СССР от 3 октября 1941 года);
- орден Красного Знамени (приказ Военного совета 16-й воздушной армии № 115/н от 4 июля 1944 года);
- орден Александра Невского (приказ Военного совета 16-й воздушной армии № 57/н от 24 августа 1943 года);
- орден Отечественной войны I степени (Указ Президиума Верховного Совета СССР от 11 марта 1985 года);
- орден Красной Звезды (приказ Военного совета Юго-Западного фронта № 60 от 9 декабря 1941 года);
- орден Красной Звезды;
- орден Красной Звезды;
- медаль «За оборону Сталинграда» (Указ Президиума Верховного Совета СССР от 22 декабря 1942 года);
- медаль «За победу над Германией в Великой Отечественной войне 1941—1945 гг.» (Указ Президиума Верховного Совета СССР от 9 мая 1945 года);
- медали СССР.

Награды Украины:
- орден Богдана Хмельницкого III степени (Указ Президента Украины № 1329/99 от 14 октября 1999 года (?));
- медаль «Защитнику Отчизны» (Указ Президента Украины № 1329/99 от 14 октября 1999 года (?)).